# Vasikkaselkä (del av Yli-Kitka)
Vasikkaselkä är en del av sjön Yli-Kitka i Finland. Den ligger i kommunerna Posio och Kuusamo i landskapen Lappland och Norra Österbotten i den nordöstra delen av landet, 700 km norr om huvudstaden Helsingfors. Vasikkaselkä ligger 240 meter över havet.